# بنو مالك (قبيلة)
بنو مالك الملقب «قسر»، بطن كبير من بطون قبيلة بجيلة، من أنمار، من كهلان. كان بعض بني قسر في تهامة. ثم تحولوا إلى السَّراة جنوب الطائف بين بلاد بَلْحَارِث شمالاً وزَهْرَان جنوباً، سَراة بَجِيْلَةَ قديماً.
منهم الصحابي جرير بن عبد الله البجلي،  وفيه يقول النجاشي يخاطب شرحبيل بن السمط الكندي:

## النسب
- النسب: مالك وهو قسر بن عبقر بن أنمار.

وفي نسب أنمار قولين:
- أنمار بن إِرَاشُ بن عَمْرو بن الغوث بن نبت بن مالك بن زيد بن كهلان بن سبأ بن يشجب بن يعرب بن قحطان.[7][8][9][10][11][12][13][14]
- أنمار بن نزار بن معد بن عدنان.[15][16][17][18][19][20][21][22][23][24][25]

## أعلام ومشاهير القبيلة قديماً
- كانت بني مالك قديماً تسمى بجيلة ومن مشاهيرها:

### من الصحابة:[26][27][28][29]
1. أسد بن كرز البجلي القسري البجلي
2. جرير بن عبد الله البجلي
3. جندب بن عبد الله بن سفيان البجلي
4. صخر بن هلال بن العلية الأحمسي البجلي
5. طارق بن شهاب الأحمسي البجلي
6. يزيد بن أسد بن كرز البجلي
7. أبو حارم البجلي
8. أبو أرطأه البجلي
9. قيس بن عائذ الأحمسي البجلي (أبوكاهل)
10. أبو نحيلة البجلي
11. الصنابح بن الأعسر الأحمسي البجلي
12. حكيم بن جابر بن طارق الأحمسي البجلي
13. أسد بن عمرو بن عامر، أبو المنذر البجلي
14. عبد الله بن يزيد بن أسد بن كرز القسري البجلي

### من رواة الحديث
1. قيس بن أبي حازم البجلي الأحمسي
2. أبو زرعة بن عمرو بن جرير البجلي
3. عمار بن معاوية الدهني البجلي

### من الولاة:[29][30][31][32]
1. أسد بن عبد الله القسري البجلي
2. الصحابي جرير بن عبد الله البجلي
3. حاجز بن حازم بن معاذ البجلي الأحمسي البجلي
4. خالد بن عبد الله القسري البجلي
5. يزيد بن جرير بن يزيد القسري البجلي
6. أبان بن الوليد بن مالك البجلي
7. إبراهيم بن عبد الله البجلي
8. إسماعيل بن أوسط بن إسماعيل البجلي
9. إسماعيل بن خالد البجلي
10. إسماعيل بن عبد الله البجلي
11. الاشعث بن جعفر
12. شعيب بن خالد الرازي البجلي
13. عزرة بن قيس البجلي

### من القضاة:[29][32][33]
1. أبو يوسف يعقوب بن إبراهيم السحمي البجلي
2. أسد بن عمرو الكوفي البجلي
3. أحمد بن سلامة البجلي
4. إسماعيل بن عبد الله البجلي
5. سليمان بن ميسره الأحمس البجلي
6. عيسى بن المسيب البجلي

### من الشعراء:[34][35][36][37][38]
1. حصين بن سلامه (أبو حية) البجلي
2. ربيعة الفتياني البجلي
3. سليمان بن مهاجر البجلي
4. أبو راسب البجلي
5. أبو هاشم البجلي
6. ألازور بن سلمة البجلي
7. أسامة بن سفيان البجلي
8. إسماعيل بن جرير البجلي
9. ابن أحمر العتكي البجلي
10. بجير البجلي
11. القتال البجلي
12. عمر بن الخثارم
13. عوف بن مالك بن ذبيان البجلي
14. ذريح بن عبد الله البجلي
15. الشمردل بن حاجر الأحمسي البجلي
16. عبد الله بن قلع الأحمسي البجلي
17. الأسود بن مسلمه البجلي
18. الضريس بن عبد الله بن شبل البجلي

## معارك القبيلة قديماً
لقبيلة بجيلة تاريخ حافل في حقبة الدولة الإسلامية، وبطونها لعبت دور مهم في الفتوحات الإسلامية لبلاد الشام والعراق وفارس وغيرهم من البلاد التي أصبحت جزء من الدولة الإسلامية الكبرى، ولقبيلة بجيلة الكثيرة بالكتب والمراجع، نذكر بعضها فيما يلي:

### قتال جرير وأسود
تذكر المراجع ان الرسول أرسل الصحابي جرير بن عبد الله البجلي لقتال أسود العنسي (اسمه عبهلة بن كعب) ومن ارتد من أهل اليمن، ويقال أن الرسول أرسل قيس بن هبيرة (المكشوح) البجلي المرادي (حلفا").

### معركة اليرموك
وبمعركة اليرموك الشهيرة شاركت بطون بجيلة بقيادة قيس بن هبيرة (المكشوح) البجلي.

### معركة يوم مهران
يقول الطبري إن المثني بن حارثة بعد هزيمة المسلمين بموقعة الجسر طلب من عمر بن الخطاب  المدد والمعونة، فأمده عمر بن الخطاب  بجرير بن عبد الله البجلي على رأس فرسان من بجيلة، فتمكن جرير بن عبد الله البجلي من قتل قائد الفرس (مهران) بالمعركة التي عرفت باسم (يوم البويب أو يوم مهران).

### فتح العراق
والثابت بالمراجع ان بجيلة بقيادة الصحابي جرير بن عبد الله البجلي تمكنت من فتح عدة مدن بالعراق، منها المذار (وهي مدينة ميسان الواقعة بين واسط والبصرة)، وبانقيا (وهي أرض بالنجف دون الكوفة). وفتح جرير صلحا«بوازيج الأنبار وحلوان (وهي بلدة قرب شهرزور وخانقين بالعراق)، وفتح أيضا» خانقين (بلدة قرب شهرزور بالعراق)، والمدائن (مدينة قرب بغداد)، وجلولاء (مدينة بالعراق بأول الجبل) وقرماسين (هي كرمان شاه)، والدينور (مدينة بين الموصل وأذربيجان)، ونهاوند، وهمدان، وغيرهم. وأيضا«قاتلت بجيلة أهل أذربيجان وهزموهم، وأمد جرير بن عبد الله البجلي أبو موسى الأشعري بالعون والمساعدة لفتح (تستر) وهي من كور الأهواز (الأحواز) التي كانت تابعة لبلاد العراق حتى 1847م (حاليا» تتبع إيران).

### معركة القادسية
وبيوم القادسية (معركة القادسية الشهيرة) أبلت قبيلة بجيلة بلاء" مشهودا" له، وكانت تمثل ربع من شارك (أي ربع الجيش)، وعلى رأسهم الصحابي جرير بن عبد الله البجلي، وكانوا على ميمنة الجيش، وكان على الميسرة قيس بن مكشوح البجلي المرادي. ويقول الطبري إن بأس الناس (أي قوة الجيش) كان في الجانب الذي به بجيلة، فوجه الفرس ستة عشر فيلا" للجانب الذي فيه فرسان بجيلة، فذعرت وتفرقت خيلهم وبقيت الرجال، وكادت أن تهلك بجيلة لولا مساندة فرسان قبيلة بنو أسد لهم. ويقول البلاذري (في فتوح البلدان) ان الذي قتل قائد الفرس (رستم) بيوم القادسية، هو زهير بن عبد شمس بن عوف البجلي.

### النزاعات الداخلية
الثابت بالمراجع أن قبيلة بجيلة شأنها شأن جميع القبائل العربية الأخرى، فلم تكن بطونها على وفاق ووئام نظرا«لكبر وأتساع القبيلة وتعدد بطونها وفروعها، وقد ظهر ذلك جليا» من اتخاذ بطون القبيلة مواقف سياسية مختلفة ومتباينة فيما يتعلق بالصراعات والمعارك التي كانت تدور بين المسلمين أنفسهم، ومنها معركة الجمل سنة 36 هـ التي لم تشارك بجيلة بأحداثها لأنها حدثت بالبصرة، ولم يكن بالبصرة أعداد تذكر من بطون قبيلة بجيلة،
وفي معركة صفين التي حدثت سنة 37 هـ بين علي بن أبي طالب ومعاوية بن أبي سفيان ومؤيديهم من الصحابة والمسلمين، فكان معظم بطون بجيلة على الحياد في ذلك الصراع على السلطة، شأنهم شأن كثير من القبائل العربية التي أعتزلت ذلك الصراع السياسي، وبهذا الشأن يقول صاحب كتاب أهل اليمن في صدر الأسلام أن معظم بطون بجيلة كانوا على الحياد بإستثناء تسعة عشر رجلا" من بطن (أحمس بن الغوث)، ومن الذين كانوا على الحياد، الصحابي جرير بن عبد الله البجلي الذي أعتزل وأرتحل إلى الرقة (بلدة حاليا" تتبع سوريا)، فقام الخليفة علي بن أبي طالب بهدم داره التي بالكوفة عقابا" له. أما الأقلية الذين شاركوا في الصراع، فكان بعضهم بجانب علي بن أبي طالب، وكلهم من بطن أحمس بن الغوث، وكان على رأسهم أبو شداد قيس بن هبيرة (المكشوح) البجلي المرادي، في حين أن الذين قاتلوا بصف معاوية بن أبي سفيان كانوا من أهل الشام (من بطون بجيلة التي كانت بالشام)، ويقول أبن الأثير (الكامل في التاريخ) إن الصحابي يزيد بن أسد القسري البجلي وقومه من بجيلة قاتلوا بصف معاوية بن أبي سفيان ضد علي بن أبي طالب في معركة صفين.
وفي يوم الطف سنة 61 هـ (موقعة كربلاء)، وهي المعركة التي دارت بين الحسين بن علي بن أبي طالب ويزيد بن معاوية بن أبي سفيان، فالثابت إن بعض بطون بجيلة حاربوا في صفوف يزيد بن معاوية وبعضهم حاربوا بصفوف الحسين بن علي، وقد ذكر أبن الأثير ان زهير بن القين البجلي ونافع بن هلال البجلي قاتلا بصفوف الحسين بن علي بن أبي طالب، ويقول الطبري ان عزرة بن قيس الأحمسي البجلي كان على رأس خيل الكوفة التي كانت تقاتل بصف يزيد بن معاوية بن أبي سفيان ضد الحسين بن علي بن أبي طالب.
وفي سنة 67 هـ أشترك بعض البجليين مع الجماعات المناوئة لحكم بني أمية، وكان منهم رفاعة بن شداد الفتياني البجلي وعبد الله بن شداد الجشمي البجلي، وقاموا بقيادة أحمر بن شميط الأحمسي البجلي بمساعدة المختار بن أبي عبيدة الثقفي في ثورته ضد الخلافة الأموية، فنهزمزا وتشتتوا في البلاد. ومن ناحية أخرى، فقد كان خالد بن عبد الله القسري البجلي وأخوه أسد بن عبد الله القسري البجلي من المقربين لبني أمية، وكانوا ولاة على مكة المكرمة
والعراق وخراسان لفترات مختلفة بعهد الدولة الأموية، وصار أولادهم وأحفادهم فيما بعد ولاة على الكوفة واليمن بعهد الخلافة العباسية.

### معركة نهاوند ودور جرير فيها
كان من بين أشراف العرب وأبطالهم المعدودين الذين خاضوا تلك المعركة تحت لواء النعمان بن مقرن المزني، فأبلى جرير في هذه المعركة أعظم البلاء.

### معارك بني مالك ضد الاتراك

وثيقة رقم 1 عن الأتراك يطلبون من قاداتهم المدد بعد معركة مع بني مالك

وثيقة رقم 2 عن الأتراك يطلبون من قاداتهم المدد بعد معركة مع بني مالك

كانت معارك بني مالك مع جيوش الاتراك تتكرر من عام إلى عام ومن أشهر هذه المعارك:
معركة فلح وفلاحه ومعركة حبواء الغدير أو الغرير ومعركة لخمه وغيرها من المعارك.
الوثيقة وضحت القتلى العثمانيين وهنا تفسيرات مصطلحات رتب بعض القتلى:
اليوزباشي: نقيب
بلوك أمين: والصواب بلوك أميني والمراد به أمين البلوك أي كاتبه وهو جندي ممن يحسنون الكتابة والقراءة فيرقي إلي هذه الرتبة
صاغ قول أغاسي: أي رئيس الجناح الأيمن برتبة رائد
البكباشي: وهو الذي يرأس الف مقاتل من الاتراك برتبة مقدم
جاويش: رتبة تركيه، صوابه عندهم جاوش بضم الواو وكان قديماً كالحرس أو الحاجب عند الحكام
باشجاويش: رتبه تركي، مأخوذه من باش بمعني رأس وجاوش أي رئيس الجاويشية ويكون تحت إمرته جاويشان
أونباشي: تركي مركب من أون ومعناها عشرة وباش ومعناه رأس والمراد به رأس عشرة
- وروى المؤرخ إبراهيم حسن العفيفي المالكي نقلا عن أحد كبار السن من قبيلة الغفرة من بني مالك بأن أحد شعراء بني مالك القدماء قال قصيدة يصف فيها معركة مع الاتراك يقول فيها:

والجاويش يقصد به رتبة تركيه يكون صاحبها كالحرس أو الحاجب عند الحكام

## شيوخ بني مالك قديماً

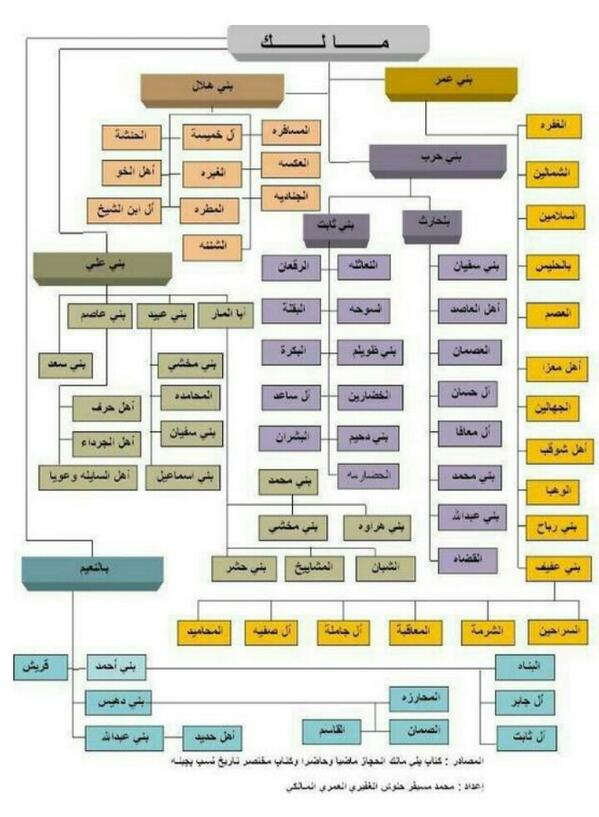
شجرة قبائل بني مالك

من أشهر شيوخ بني مالك قديماً:
1. الشيخ عبد الله بن فاضل
2. الشيخ عوض بن زحاف
3. الشيخ حمدان بن ثواب
4. الشيخ معيض الصرصر
5. الشيخ مطلق بن قحيص
6. الشيخ صلاح العتل
7. الشيخ عطيه السحته
8. الشيخ زعبان بن جعبري
9. الشيخ عقاب بن مهدي
10. الشيخ يماني بن زاهي
11. الشيخ محمد بن جارالله
12. الشيخ معتوق بن ساعد
13. الشيخ الحسين ابن غليون
14. الشيخ محمد بن سويدان
15. الشيخ عطيه بن سيال
16. الشيخ عيد ابن الحسن
17. الشيخ حبيش المزكي
18. الشيخ أحمد ابن جريبيع
19. الشيخ ابن زحـــام
20. الشيخ معيض بن خلف
21. الشيخ عطيه أبو طلايب
22. الشيخ أحمد بن يماني
23. الشيخ نور الصميميك

## بطون بني مالك في الوقت الحاضر
تنقسم قبيلة بني مالك إلى خمسة بطون رئيسية وينقسم كل بطن إلى عدة قبائل والبطون هي:
| - أبا النعيم، في الحجاز. من فخوذهم: 1. بنو أحمد 2. بنو دهيس 3. بنو عبد الله 4. بنو قريش | - بَنُو علي، في تهامة والحجاز. من فخوذهم: 1. بنو عاصم 2. بنو عبيد 3. بني سعد |
| - بَنُو عمر، في تهامة والحجاز. من فخوذهم: 1. أبي الخير 2. بنو ثعلبة                       | - بَنُو حرب، في تهامة والحجاز. من فخوذهم: 1. أبا الحارث 2. بنو ثابت          |
|                                                                                         |                                                                            |

بَنُو ذبيان،  من بطون بجيلة قديماً (ذبيان بن مالك بن سعد بن نذير بن قسر)

## بلاد بني مالك

### الحدود
يحد بني مالك من الشرق قبائل زهران وبلحارث ويحدها من الجنوب قبيلة زهران ومن الشمال قبائل ثقيف وبلحارث ومن الغرب قبيلة كنانة.

### أماكن تواجد القبيلة
- بني مالك الحجاز وبلادهم تقع جنوب مدينة الطائف.
- بني مالك تهامة وبلادهم محافظة أضمالليث.

## أقرب القبائل نسبًا لبني مالك
أقرب القبائل نسبًا لبني مالك هي قبيلة خثعم وشهران.

## بني مالك قبل الإسلام
كان صنمهم ذو الخلصة يشتركون فيه مع خثعم. وتفرقوا أيام الفتح في الآفاق فلم يبق منهم في مواطنهم إلا القليل، ولقبهم اليوم المالكي. وهم خمسة بطون: بَنُو علي، بَنُو حَرْب، بَنُو عَمْرٍو، أبا النعّيم، وهم اليوم من أكبر قبائل السراة الوسطى بالمملكة العربية السعودية.

## القبائل المشابهة لها في الاسم
- بنو مالك من قبيلة خولان
- بنو مالك من قبيلة عسير
- بنو مالك من قبيلة جهينة